# Nick Mason's Saucerful of Secrets
Nick Mason's Saucerful of Secrets is een Britse rockband. De band draagt in haar naam twee onderwerpen die verwijzen naar de muziekgroep Pink Floyd: Nick Mason was er drummer en A Saucerful of Secrets is de titel van hun tweede album.
Het idee kwam echter van Blockheads gitarist Lee Harris. Hij zocht in 2018 contact met Guy Pratt (speelde bij Pink Floyd) om samen Pink Floyd-repertoire te gaan spelen uit de psychedelische periode van die band. Pratt schakelde op zijn beurt Mason in. Zij zochten bijpassende musici en kwamen voor de toetsinstrumenten uit bij Don Beken, die had samengewerkt met Pink Floyd toetsenist Rchard Wright en met Pratt in Transit Kings had gespeeld. Voor de zang- en gitaarpartij viel de keus op een onverwacht muzikant; het werd Gary Kemp, frontman van Spandau Ballet. Alhoewel Mason in hem geen opvolger zag van Floyds zanger Syd Barrett omarmde hij hem later, alleen al vanwege zijn enthousiasme.
Mason wilde terug naar de basis en ver blijven van de manier waarop de andere twee Floydleden Roger Waters en David Gilmour hun concerten verzorgen en verzorgden. Er werd dus meer gekeken naar het oude repertoire, dat langzaam in de vergetelheid dreigde te raken. De band hield zowel een Europese als Amerikaanse tournee, maar werd opgehouden door de coronapandemie. Toen de beperkingen ten aanzien mogelijke besmettingen werden opgeheven ging de band weer verder met optreden. 
In september 2020 bracht de band Live at the Roundhouse uit.